# Hettingen
Hettingen település Németországban, azon belül Baden-Württembergben. Lakosainak száma 1859 fő (2023. december 31.).

## Népesség
A település népessége az elmúlt években az alábbi módon változott:
| Lakosok száma | 1941 | 1797 | 1783 | 1797 | 1803 | 1859 |
|               | 1975 | 2017 | 2019 | 2021 | 2022 | 2023 |